# خاستگاه آگاهی در فروپاشی ذهن دوجایگاهی
خاستگاه آگاهی در فروپاشی ذهن دوجایگاهی کتابی نوشته‌ جولیان جینز (۱۹۲۰ – ۱۹۹۷) روانشناس و نظریه‌پرداز آگاهی است. در این کتاب گستردگی دامنه مطالعات جولیان جینز برای نظریه پردازی انقلابی خود درباره «خاستگاه آگاهی انسان» با تکیه به شواهد تاریخی ازچند هزار سال پیش ازمیلاد، همراه با شواهد باستان‌شناسی، و متون دینی و فلسفی آغاز می‌شود و سپس با تکیه به نقش تکوینی ذهن هم در طول تاریخ چند هزار ساله وهم در فرایند رشد کودک همراه با تحول تاریخی درباره کارکرد نیمکره‌های مغز و شواهد بیماری‌شناسی و درعین حال ایستادگی بی‌امان وی در برابر نظریه‌‌های سنتی روان‌شناسان رفتارگرا به کمک چاپ مقاله‌های متعدد با وجود مخالفت‌های بعضی از دانشمندان بنام دوران خود در نهایت از وی نظریه‌پردازی انقلابی و پیشتاز درباره خاستگاه آگاهی و تکوین ذهن انسان ساخته است.

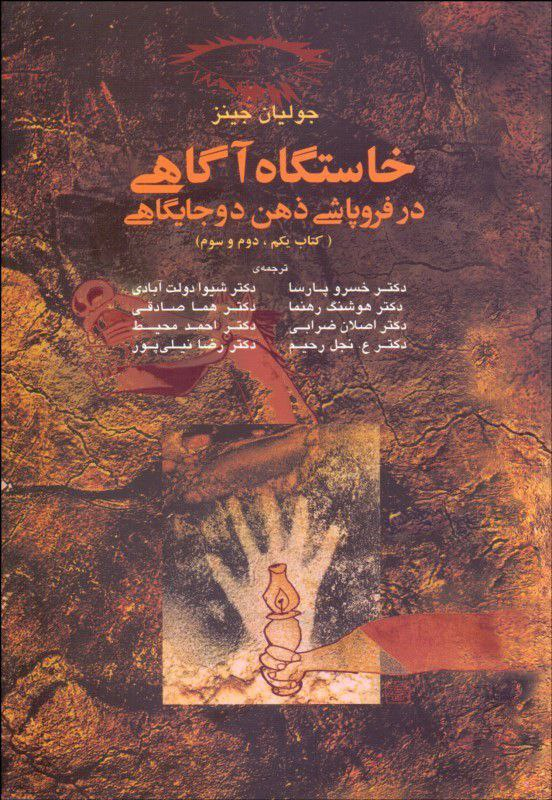
جلد کتاب خاستگاه آگاهی در فروپاشی ذهن دوجایگاهی اثر جولیان جینز، چاپ نشر آگاه

## کتاب پس از نیم قرن
پس از نیم قرن که از چاپ نظریه انقلابی جینز در کتاب خاستگاه آگاهی می‌گذرد بعضی از دانشمندان نظریه‌پردازی انقلابی جولیان جینز درباره «خاستگاه آگاهی» را تا جایی از فضای علمی دوران خود پیشتاز شناخته‌اند که او را درنظریه پردازی در «انقلاب علوم شناختی» با دانشمندان پیشتازی همچون گالیله و کوپرنیک مقایسه کرده‌اند. گروهی هم جایگاه جولیان جینز را در پرسشگری و نظریه‌پردازی درباره ماهیت و خاستگاه آگاهی و جوهر هستی انسان در قرن بیستم تا جایی پیشتاز دانسته‌اند که یکی از دانشمندان در مقدمه کتاب سپیده‌دم آگاهی که ترجمه آن بزودی به چاپ خواهد رسید یادآور شده که جولیان جینز درنظریه‌پردازی های خود درباره خاستگاه آگاهی دریچه انقلابی جدیدی را برای اندیشیدن و تعمق کردن بیشتر درباره جوهر هستی انسان به روی ما گشوده است.

## ترجمه
این کتاب برای نخستین بار در ایران توسط تنی چند از اساتید علوم شناختی و اعصاب در سال ۱۳۸۶ ترجمه شد و توسط نشر آگه به بازار کتاب ایران راه یافت و از آن تاریخ تا به امروز بیست بار تجدید چاپ شده است.

## مطالعات بیشتر
1. Kretz, Robert K. (2000). The evolution of self-awareness: Advances in neurological understandings since Julian Jaynes' "bicameral mind". Dissertation Abstracts International 60.https://philpapers.org/rec/KRETEO
2. Tucker DM. Lateral brain function, emotion, and conceptualization. Psychol Bull. 1981 Jan;89(1):19-46. PMID: 7232611.https://pubmed.ncbi.nlm.nih.gov/7232611/
3. Dewhurst K, Beard AW. Sudden religious conversions in temporal lobe epilepsy. Br J Psychiatry. 1970 Nov;117(540):497-507. doi: 10.1192/bjp.117.540.497. PMID: 5480697.https://pubmed.ncbi.nlm.nih.gov/5480697/
4. Schechter, Elizabeth (2018). Self-Consciousness and Split Brains: The Minds' I. Oxford, UK: Oxford University Press.https://philarchive.org/rec/SCHSAQ
5. Lennox BR, Park SB, Medley I, Morris PG, Jones PB. The functional anatomy of auditory hallucinations in schizophrenia. Psychiatry Res. 2000 Nov 20;100(1):13-20. doi: 10.1016/s0925-4927(00)00068-8. PMID: 11090721.https://pubmed.ncbi.nlm.nih.gov/11090721/
6. Lennox BR, Park SB, Jones PB, Morris PG. Spatial and temporal mapping of neural activity associated with auditory hallucinations. Lancet. 1999 Feb 20;353(9153):644. doi: 10.1016/s0140-6736(98)05923-6. Erratum in: Lancet 1999 Aug 7;354(9177):518. Park G [corrected to Park SB]. PMID: 10030336.https://pubmed.ncbi.nlm.nih.gov/10030336/
7. Bogen JE. The other side of the brain. II. An appositional mind. Bull Los Angeles Neurol Soc. 1969 Jul;34(3):135-62. PMID: 4897756.https://pubmed.ncbi.nlm.nih.gov/4897756/
8. Puccetti, Roland (1989). Two brains, two minds? Wigan's theory of mental duality. British Journal for the Philosophy of Science 40 (2):137-144.https://philpapers.org/rec/PUCTBT-2